# Stasimuseum
Das Stasimuseum (Forschungs- und Gedenkstätte Normannenstraße) ist eine von einem Verein getragene Einrichtung in Berlin zur Information über die Tätigkeit der Staatssicherheit, über Widerstandsbewegungen und Opposition in der DDR und über Aspekte des politischen Systems der DDR.

## Standort
Das Museum befindet sich im Haus 1 auf dem Gelände der ehemaligen Zentrale des Ministeriums für Staatssicherheit (MfS, Stasi) in Berlin-Lichtenberg. Erbaut wurde das Gebäude in den Jahren 1960/61 und war Dienstsitz von Erich Mielke, der als Minister für Staatssicherheit sein Amt von 1957 bis 1989 innehatte. In den ehemaligen, im Original erhaltenen Arbeitsräumen des Ministers Erich Mielke und seiner Mitarbeiter wurde eine ständige Ausstellung (Stasimuseum) eingerichtet. Das Museum bietet heute Einblicke in die Arbeitsweise des MfS und die Überwachungspraxis in der DDR und spielt eine wichtige Rolle bei der Aufarbeitung der SED-Diktatur.

## Trägerschaft
Träger der Gedenkstätte ist der Verein Antistalinistische Aktion Berlin-Normannenstraße e. V. (ASTAK), den Bürgerrechtler im Sommer 1990 in Berlin gegründet haben. Sein Ziel ist die Förderung des Ausbaus der Gedenkstätte als Zentrum zur Sammlung, Bewahrung, Dokumentation, Aufarbeitung und Ausstellung von Sachzeugnissen sowie themenbezogener Forschungsarbeit zur DDR. Leiter der Forschungs- und Gedenkstätte ist Sven Behrend, Vorstandsvorsitzender des Trägervereins ist Jörg Drieselmann.

## Geschichte
Am 15. Januar 1990 wurde die Zentrale des MfS in Berlin besetzt. Vorausgegangen waren ähnliche Besetzungen von Stasi-Niederlassungen in verschiedenen Städten der DDR, darunter Erfurt und Leipzig, bereits im Dezember 1989. Die Besetzungen hatten das Ziel, die Vernichtung von Aktenmaterial zu verhindern, die von Mitarbeitern des MfS seit dem Herbst 1989 im Zuge der friedlichen Revolution nach dem Mauerfall am 9. November 1989 systematisch durchgeführt wurde. Durch den Sturm auf die Stasi-Zentrale in der Normannenstraße 1990 in Berlin konnten zahlreiche Dokumente gerettet werden, die für die Aufarbeitung der SED-Diktatur und die juristische Verfolgung von Stasi-Verbrechen von großer Bedeutung waren. Die ASTAK eröffnete am 7. November 1990 die „Forschungs- und Gedenkstätte Normannenstraße“ mit der Ausstellung Wider den Schlaf der Vernunft. Seitdem ist das Haus 1 als Museum für die Öffentlichkeit zugänglich.

## Ausstellungen

### Dauerausstellung
Seit dem Januar 2015 wird die Dauerausstellung Staatssicherheit in der SED-Diktatur gezeigt, die von ASTAK und der Stasi-Unterlagen-Behörde erarbeitet wurde.

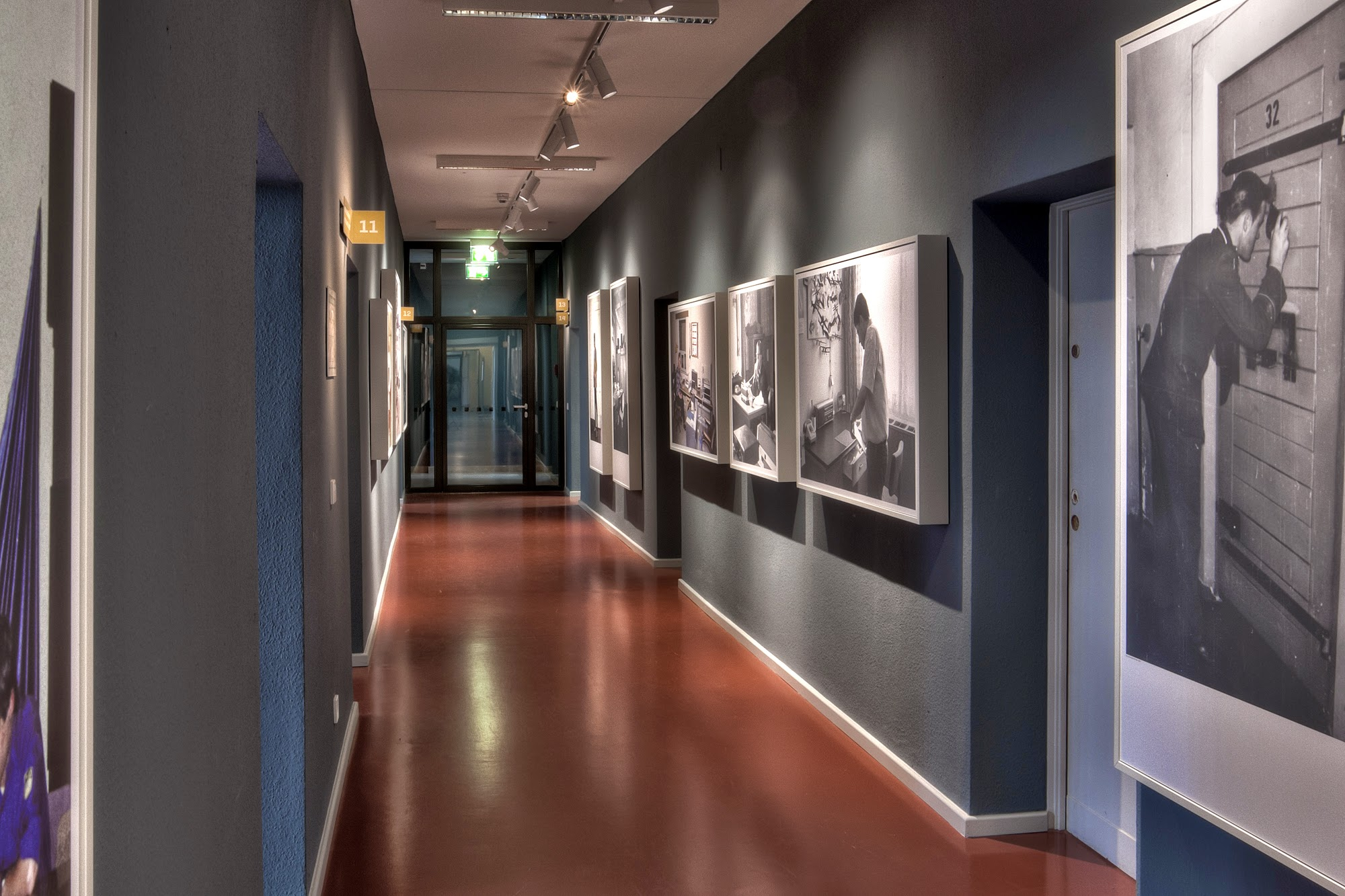
Korridor in Haus 1
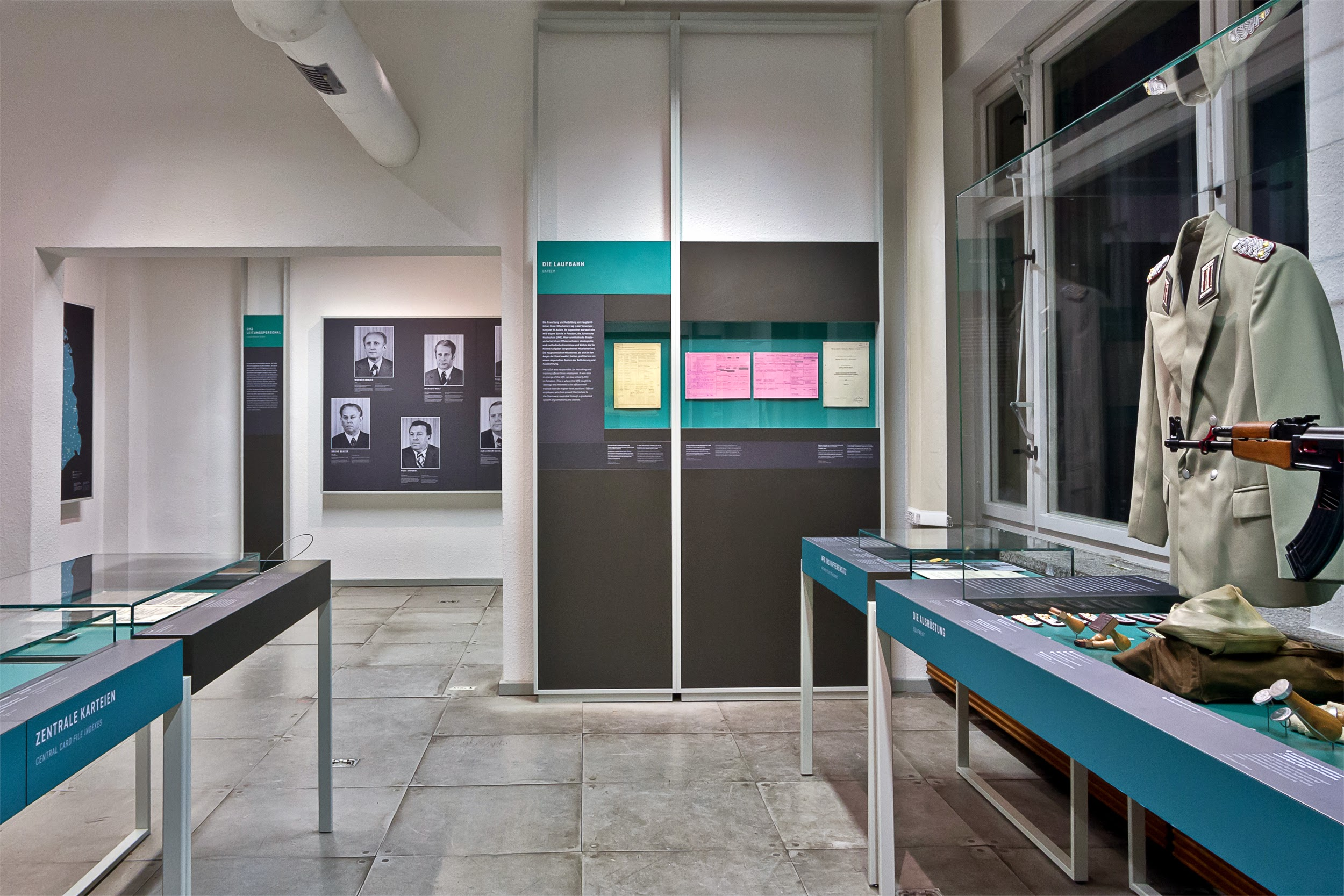
Ausstellungsraum
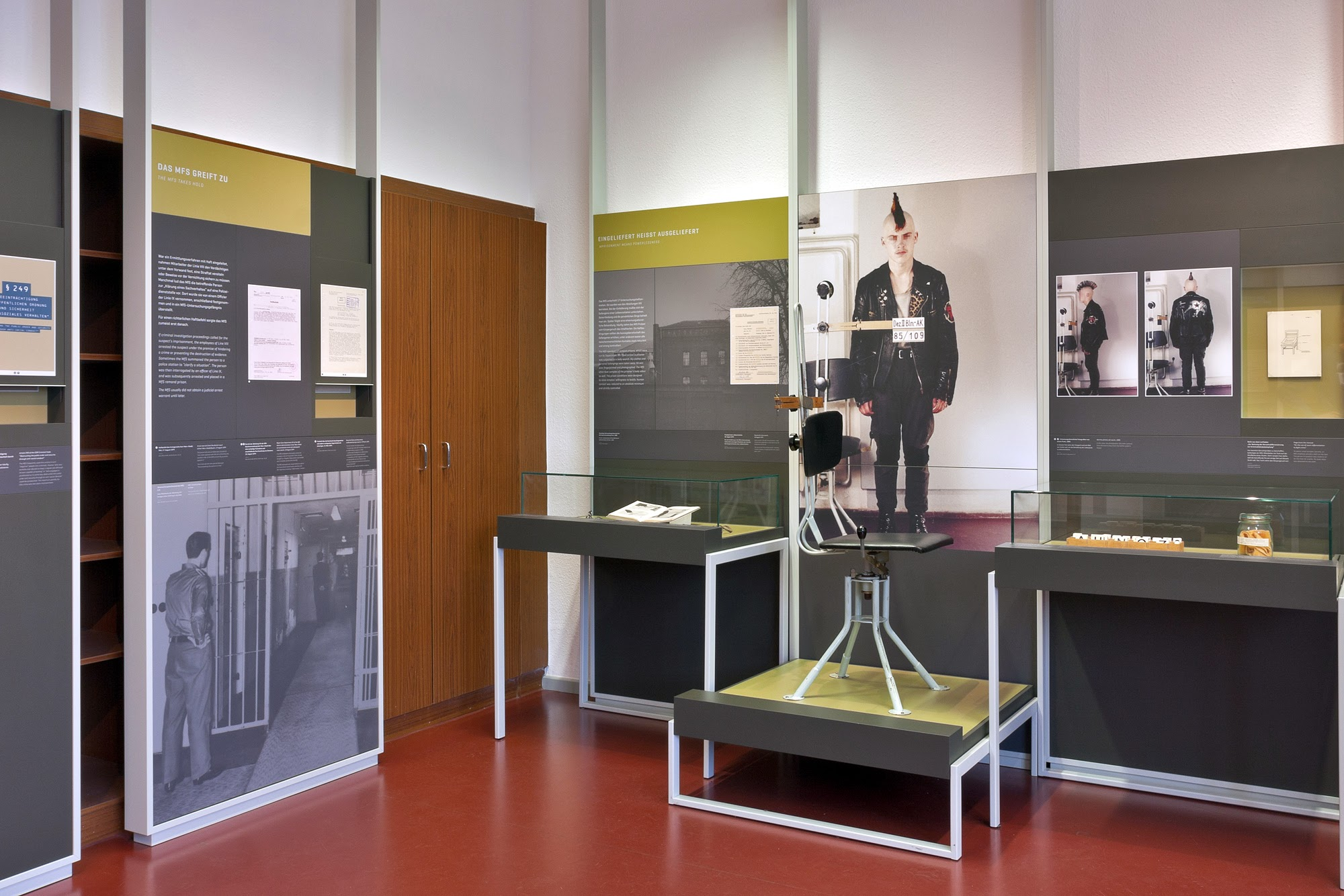
Ausstellungsraum
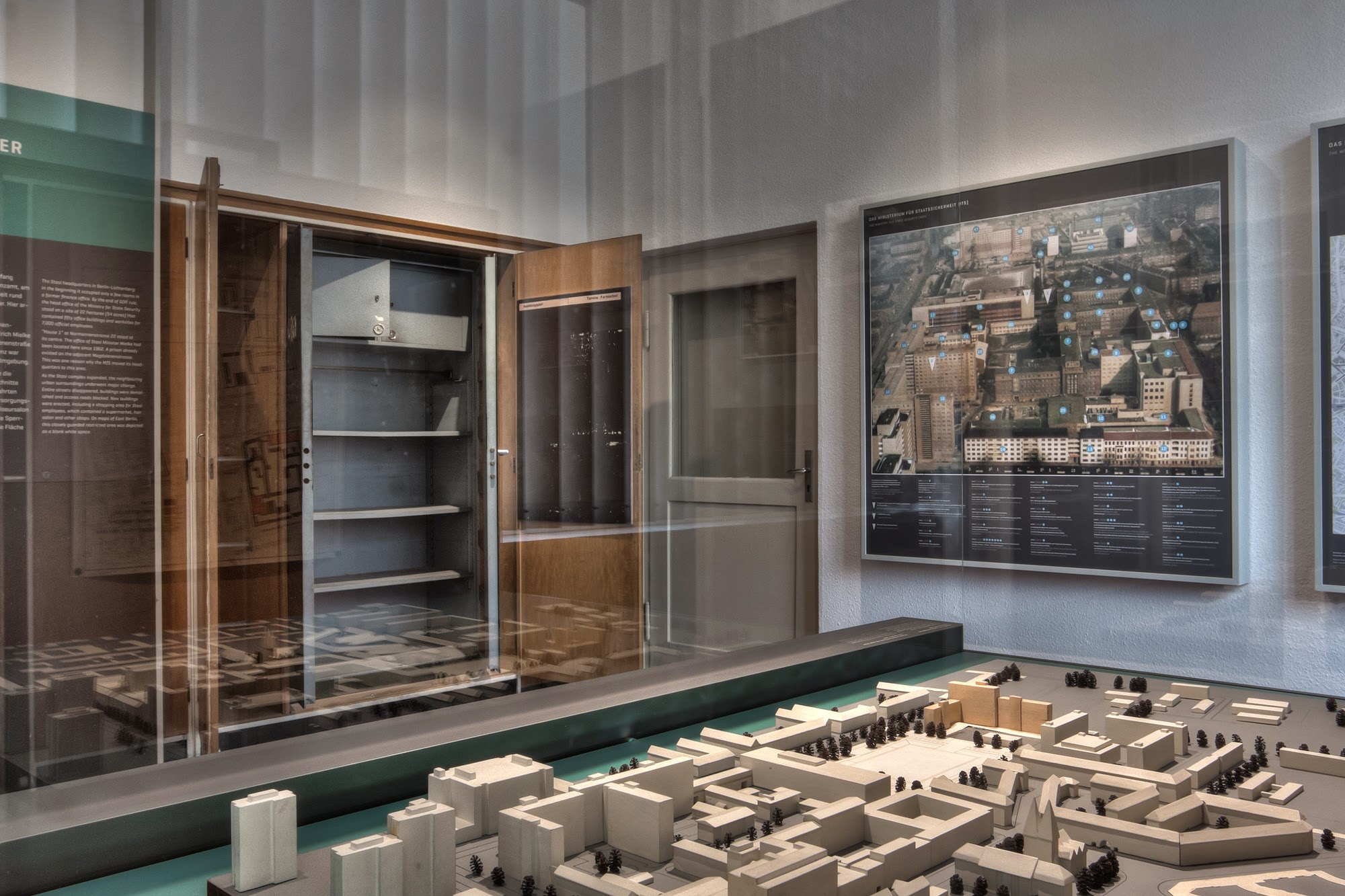
Ausstellungsraum
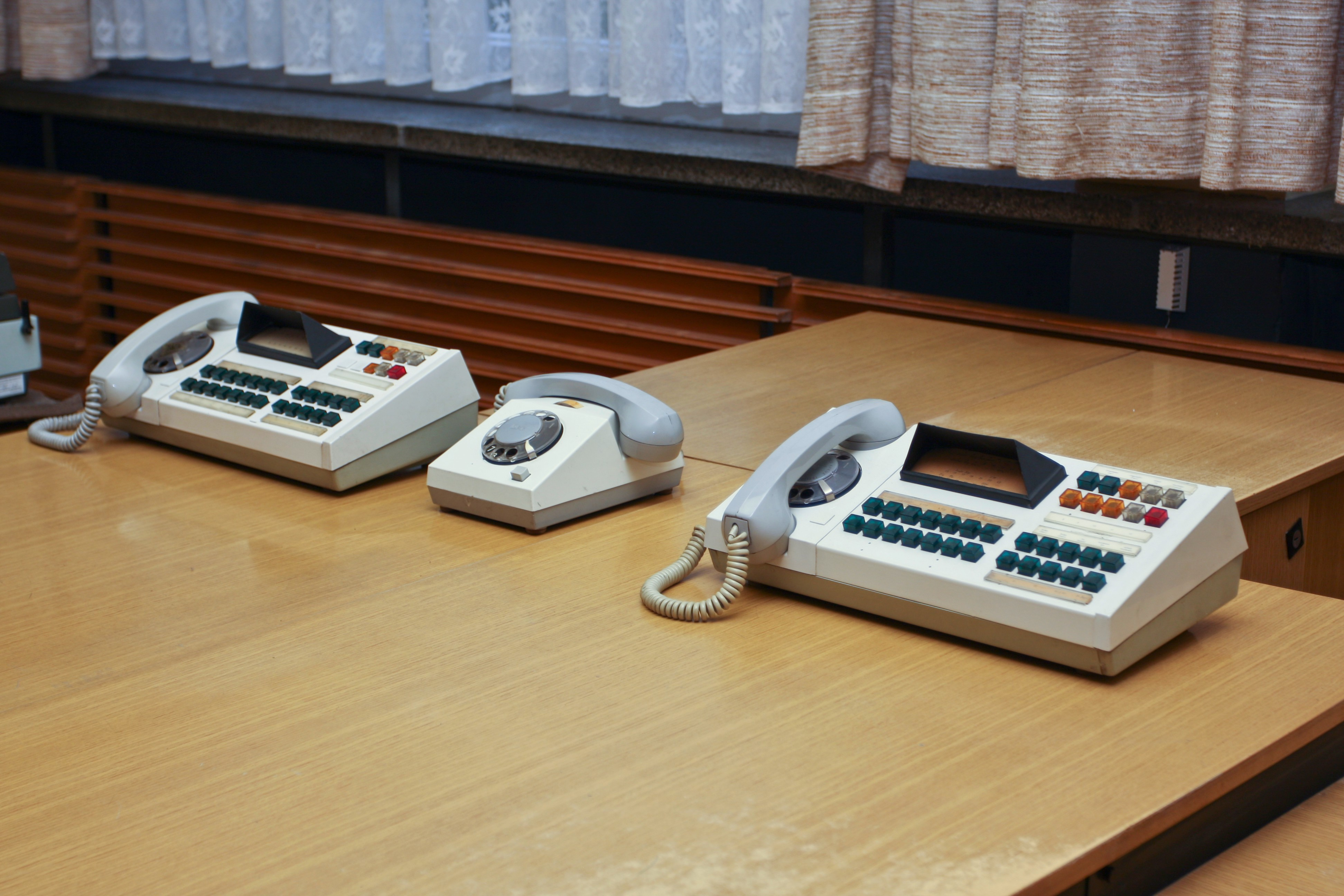
Stasi-Telefonzentrale

### Amts- und Arbeitsräume Mielkes
Als Teil der Dauerausstellung sind auch die ehemaligen Amts- und Arbeitsräume des Ministers für Staatssicherheit Erich Mielke auf der 2. Etage des Gebäudes und weitere Räumlichkeiten zu besichtigen.

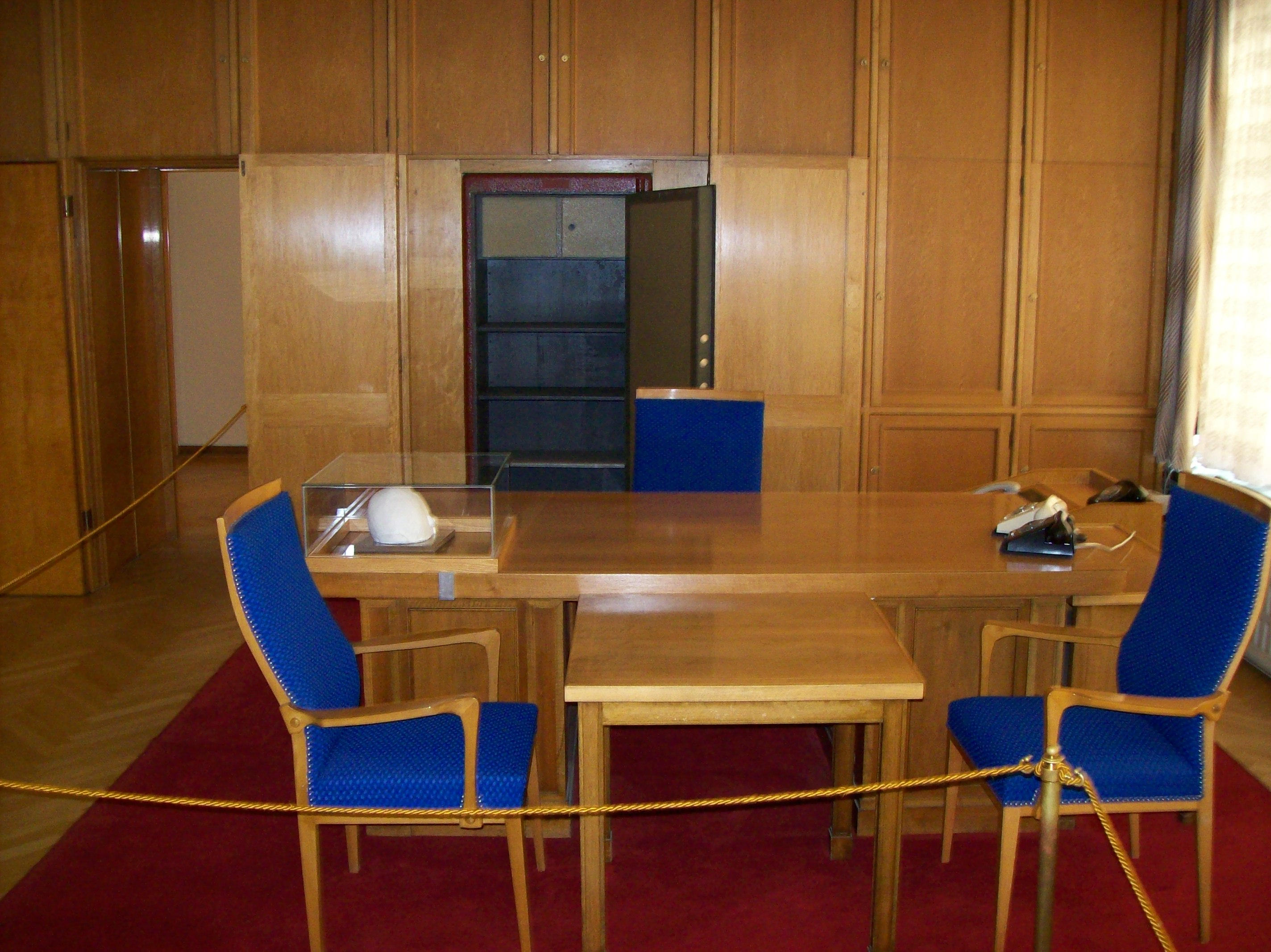
Arbeitsplatz von Erich Mielke
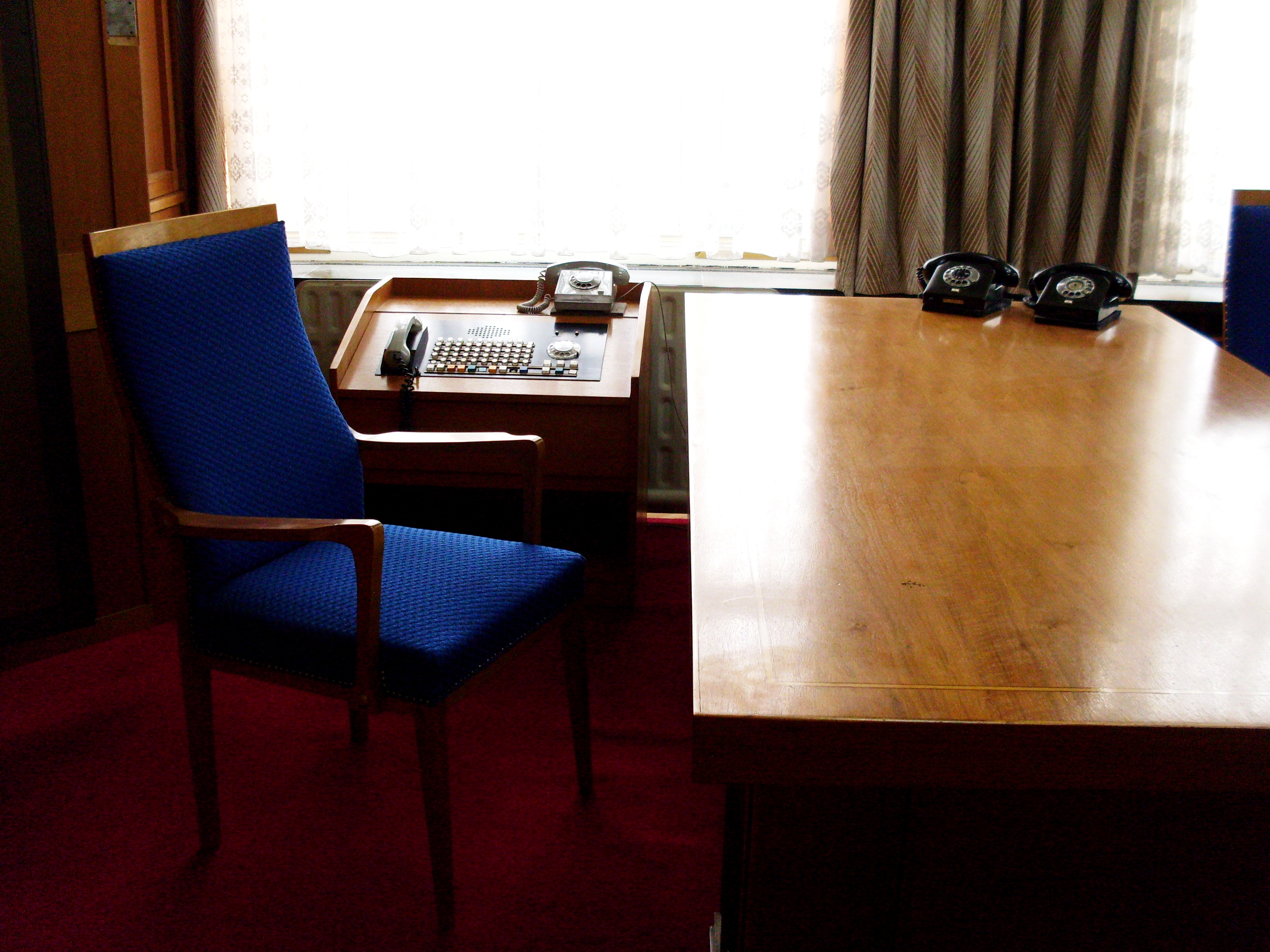
Arbeitsplatz von Erich Mielke
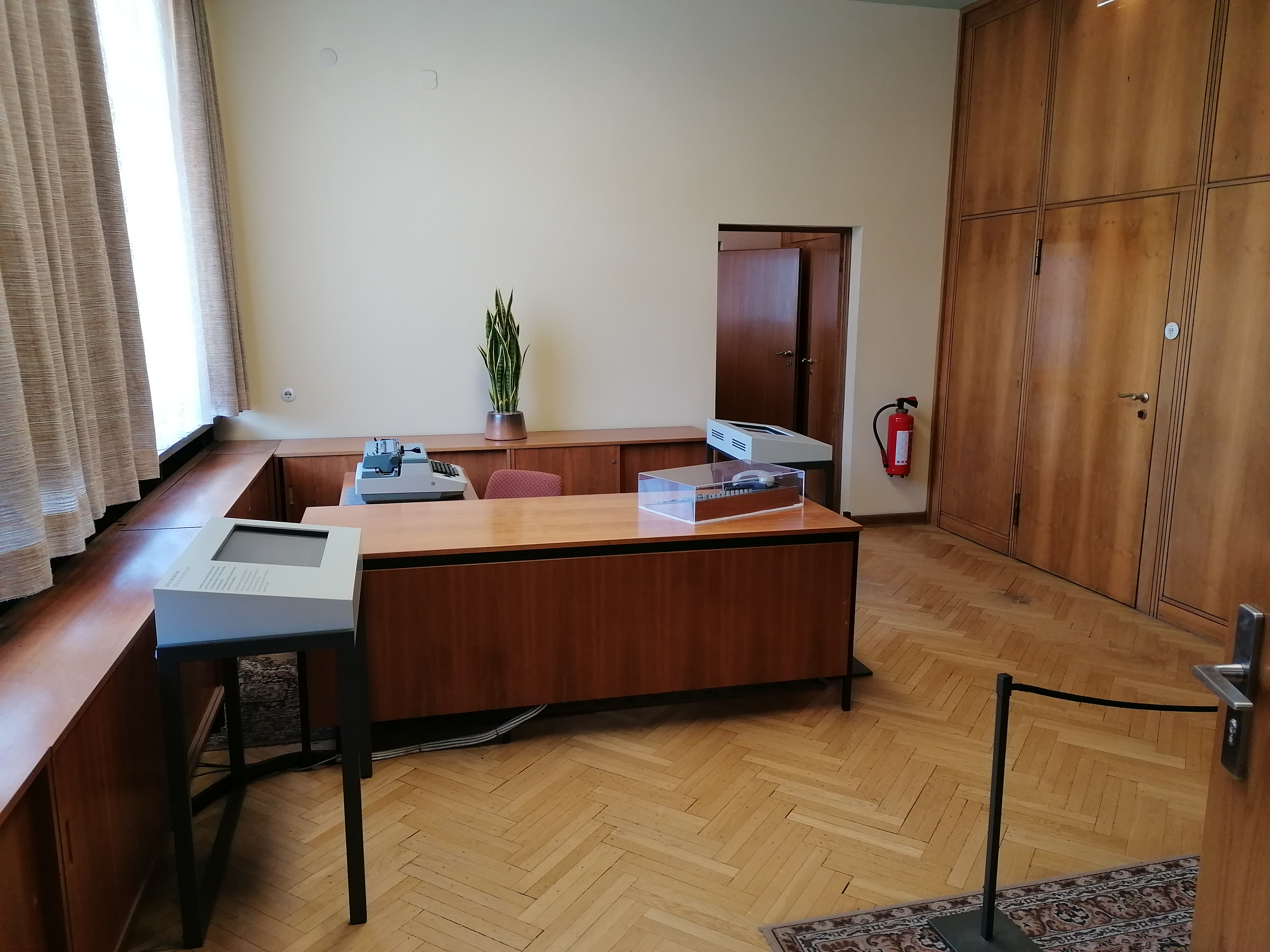
Mielkes Vorzimmer in der Stasi-Zentrale
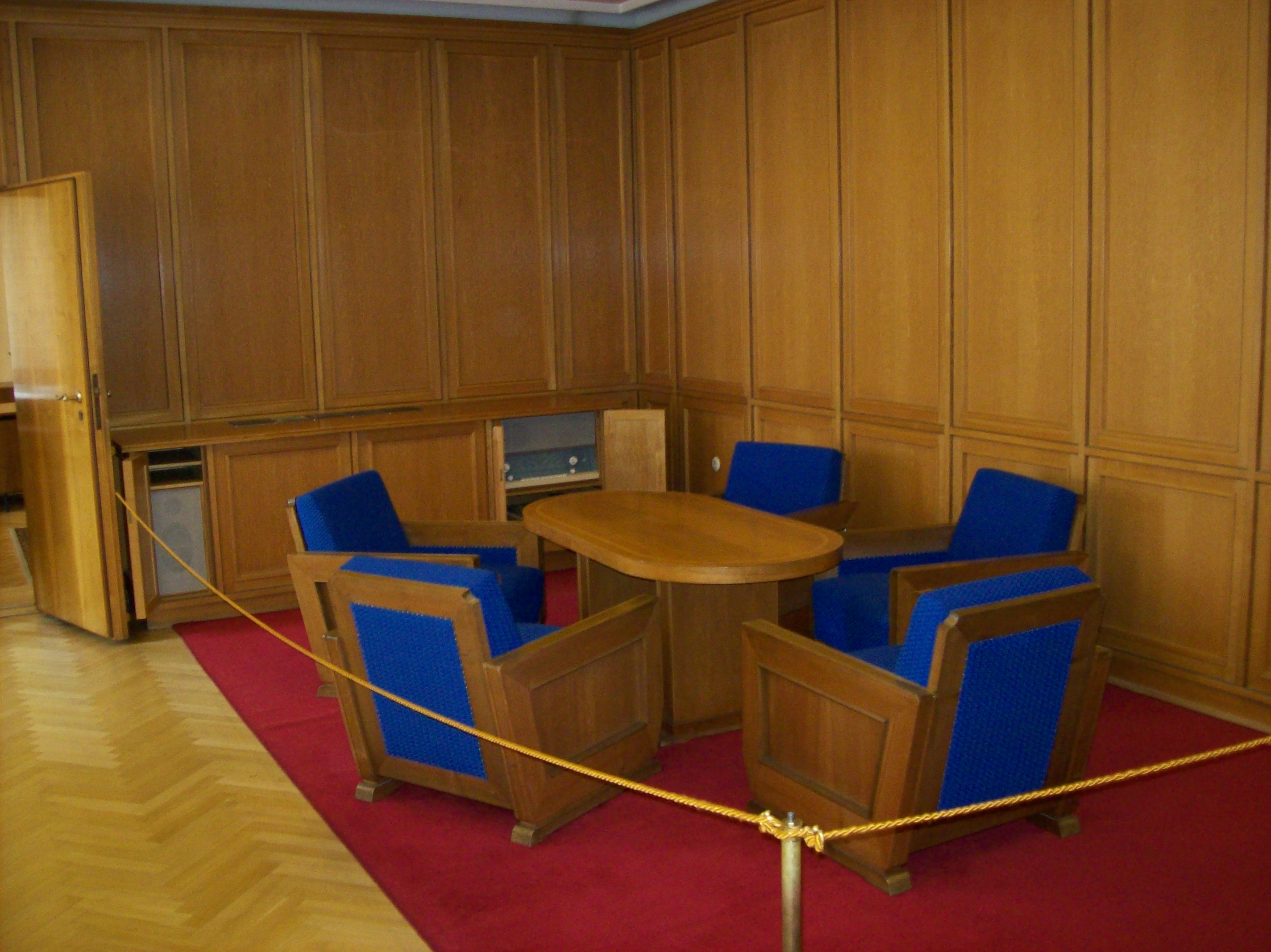
Besprechungstisch in Mielkes Büro
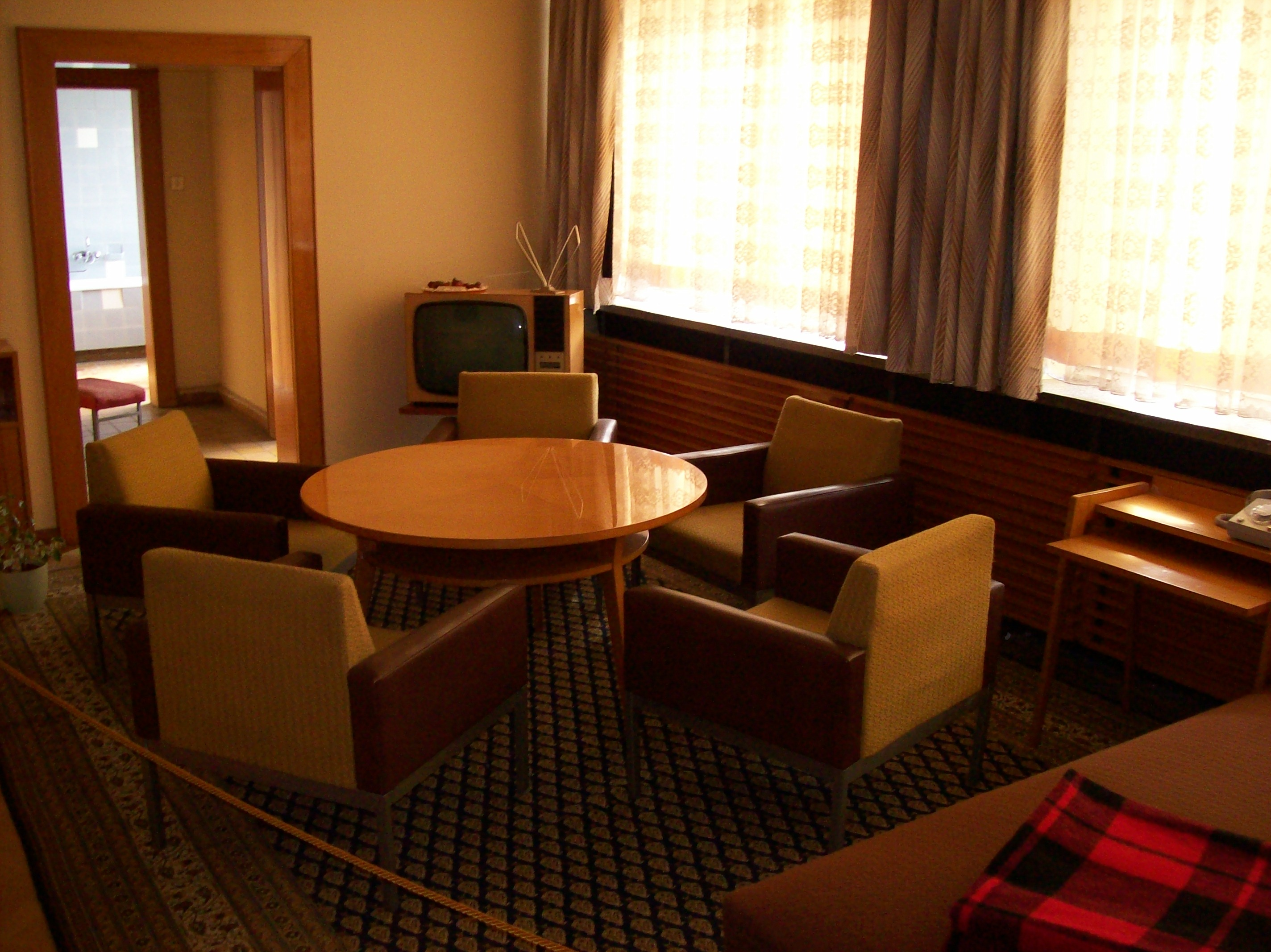
Freizeit- und Erholungsbereich

### Außenausstellung
Auf den ehemaligen Parkplätzen vor Haus 1 wurde eine Außenausstellung der Robert-Havemann-Gesellschaft mit verschiedenen Text- und Bildtafeln errichtet. Sie trägt den Titel Revolution und Mauerfall und wurde am 15. Juni 2016 eröffnet. Inhaltlich befasst sie sich mit den geschichtlichen Ereignissen und Hintergründen von der Spätphase der DDR bis hin zur Wiedervereinigung.

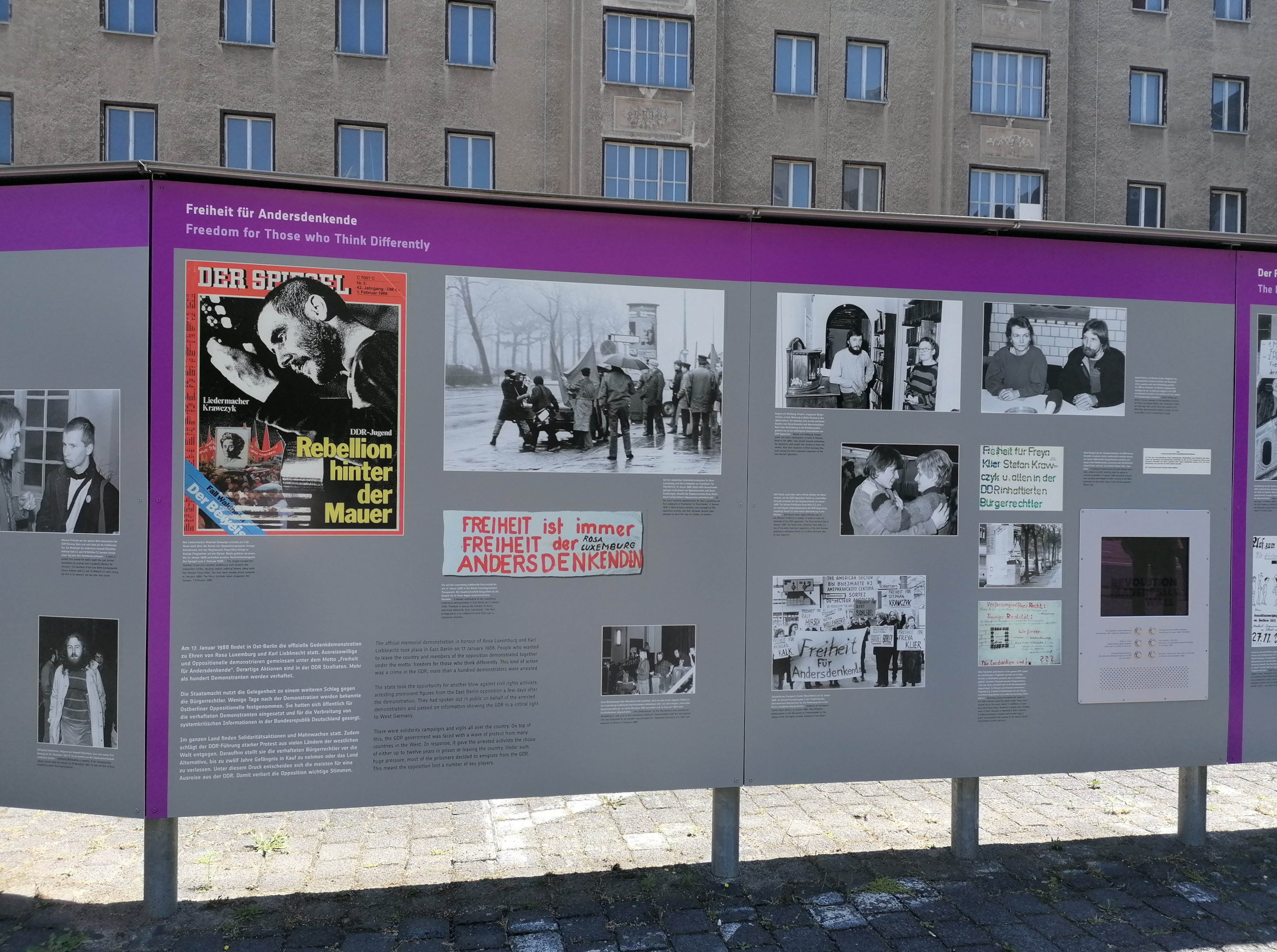
Tafel der Außenausstellung
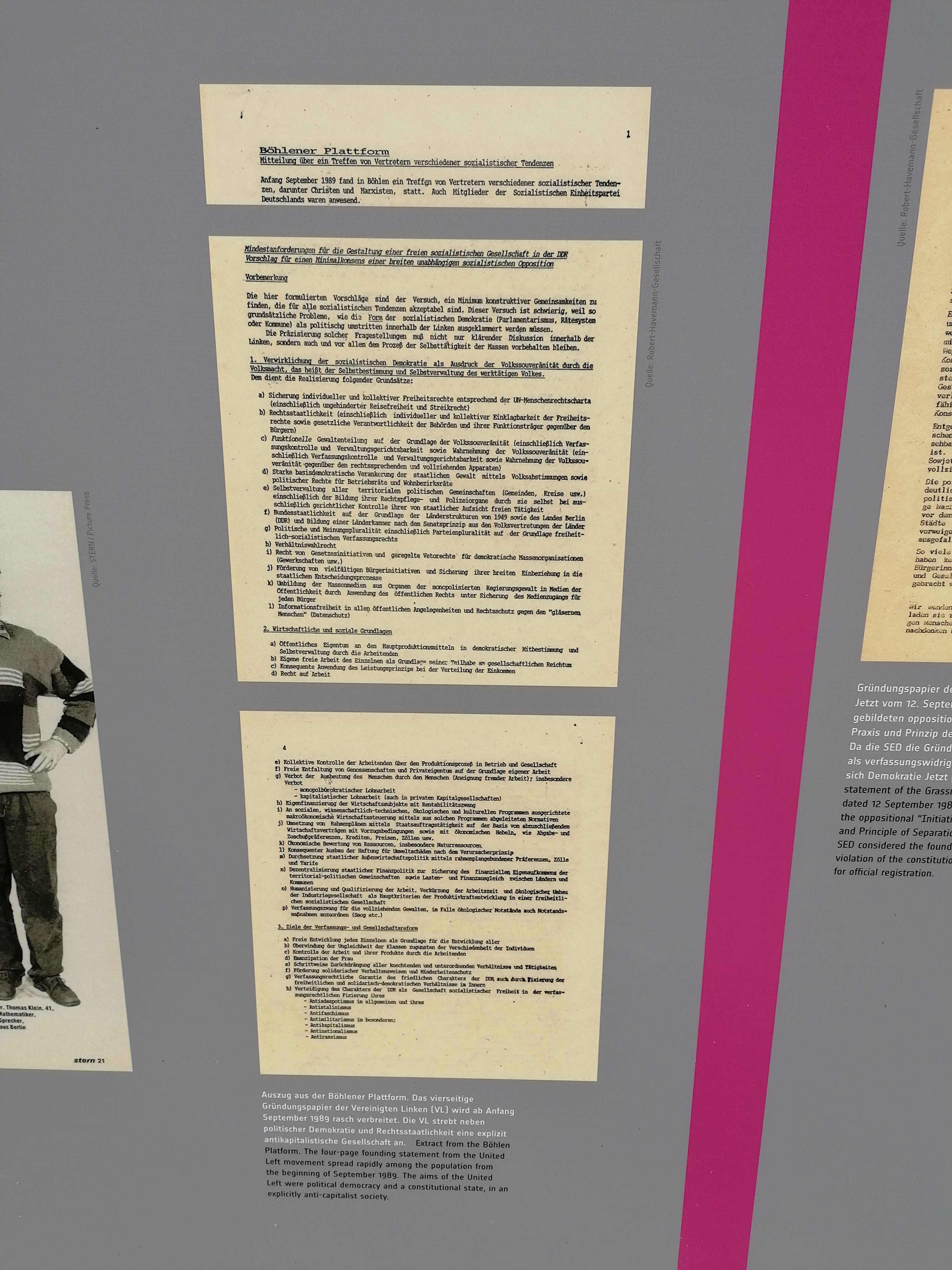
Tafel der Außenausstellung
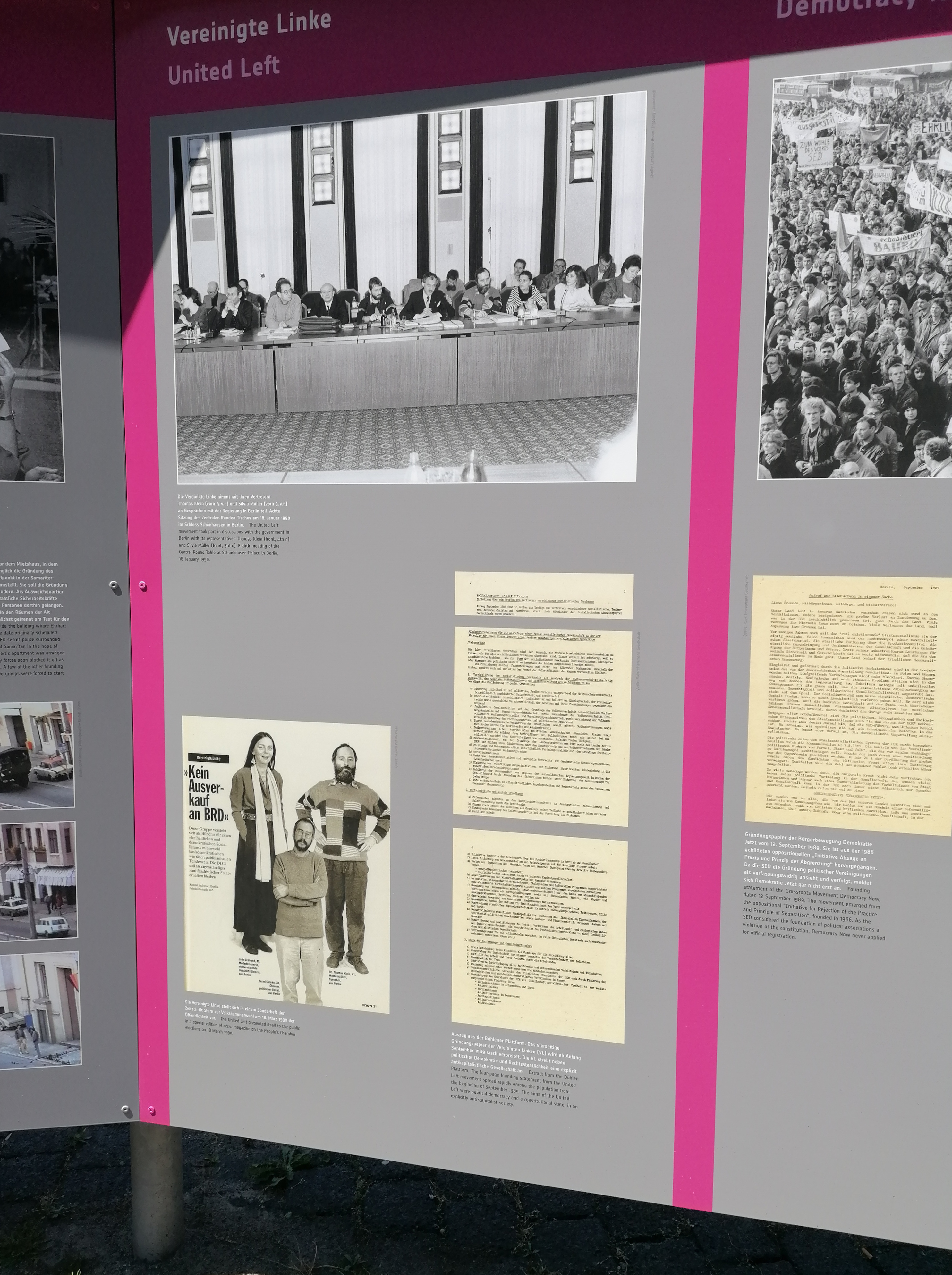
Tafel der Außenausstellung

## Urbane Kunst
Bei der Gebäuderenovierung wurde ein „urbanes Kunstwerk“ durch den italienischen Künstler Francesco Apuzzo vom Raumlabor Berlin gestaltet. Das dem Verwaltungsstempel „EINGEGANGEN am .....“ nachempfundene Bildmotiv (zum Teil auf dem Vorplatz, zum Teil auf dem Vordach und dem Dach des Gebäudes) ist nur aus der Vogelperspektive im Ganzen zu sehen.